# Enrique Camarena
Artikeln följer den spanska namnseden; faderns efternamn är Camarena och moderns efternamn Salazar.

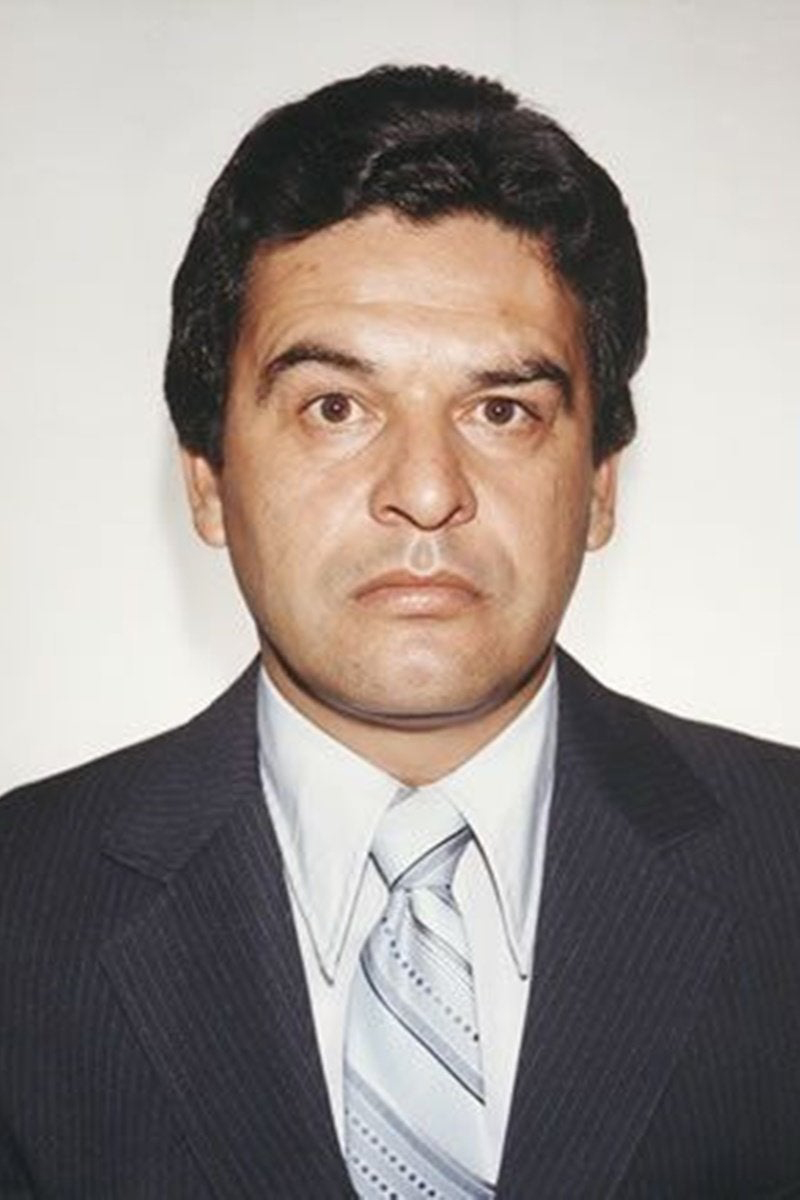
Enrique Camarena, 1980-talet.

Enrique S. "Kiki" Camarena Salazar, född 26 juli 1947 i Mexicali i Baja California, död 9 februari 1985 i Guadalajara i Jalisco, var en mexikansk-amerikansk federal polis för den amerikanska federala narkotikapolisen United States Drug Enforcement Administration (DEA).
Han föddes 1947 i Mexicali i Baja California men flyttade 1956 till USA och staden Calexico i Kalifornien. Efter high school tog han värvningen och tjänstgjorde i USA:s marinkår.  Efter militären återvände Camarena till Calexico och började arbetade som brandman samtidigt som han studerade vid Imperial Valley College. Efter avslutade studier fick han en anställning som polis hos Caliexicos polismyndighet, i ett senare skede blev han narkotikapolis för Imperial Countys polismyndighet. 1974 överfördes han till DEA och senare blev han stationerad i Guadalajara på DEA:s lokala kontor där.
1984 fick Camarena och DEA tips om att Mexikos dominanta drogkartell Cártel de Guadalajara hade ett plantage i delstaten Chihuahua och som gick under namnet Rancho El Búfalo. Den var mer än 1 000 hektar stor och där de odlade årligen marijuana till ett dåtida värde av åtta miljarder dollar och kunde förse hela den amerikanska narkotikamarknaden med marijuana. DEA, mexikanska federala poliser och den mexikanska armén drog igång en operation, ledd av Camarena, och de slog till mot Rancho El Búfalo och förstörde nästan 11 000 ton marijuana till ett värde på 2,5 miljarder dollar. Det gick svallvågor inom drogkartellen och man utlyste hämnd. Ena ledaren Rafael Caro Quintero var ursinnig och beordrade om att Camarena skulle mördas. Brottssyndikatet var redan djupt bekymrade över Camarena, som ansågs vara ett stort hot mot drogkartellens existens eftersom Camarena höll också på att utreda kopplingar mellan dem, den mexikanska säkerhetstjänsten Dirección Federal de Seguridad (DFS) och Institutionella revolutionära partiet, som gav Cártel de Guadalajara obegränsat med beskydd. Den 30 januari 1985 trodde man att man hade fått tag på Camarena på en restaurang i Guadalajara när de kidnappade två personer, en amerikansk journalist vid namn John Clay Walker och en amerikan med mexikansk påbrå vid namn Alberto eller Albert Radelat. De två förhördes och utsattes av tortyr. Kartellen insåg att det var inte Camarena som de hade kidnappat. Både Walker och Radelat hittades senare nedgrävda i en park i Zapopan, Radelat hade varit vid liv när det skedde. Den 7 februari fann de Camarena och kidnappade honom och utsatte Camarena för ohygglig tortyr och hölls i liv i mer än 30 timmar via läkemedel. Samma öde gick piloten, som flög Camarenas helikopter, Alfredo Zavala Avelar till mötes. När kropparna återfanns drog USA igång en av de största operationerna som amerikansk rättsväsende har gjort i syfte att hitta gärningsmännen och det tog inte långt tid innan de kunde identifiera individer så som Caro Quintero, Miguel Ángel Félix Gallardo och Ernesto Fonseca Carrillo samt bundsförvanten Juan Matta-Ballesteros. USA:s 40:e president Ronald Reagans kabinett beordrade om att gränsen mot Mexiko skulle stängas omedelbart, vilket ledde till en mindre diplomatisk kris, och satte Mexiko och dess dåvarande regering under enorm press på att tillfångata de fyra. Det gick relativt fort för Mexiko att fånga in Caro Quintero och Fonseca Carrillo. Félix Gallardo och Matta-Ballesteros höll sig undan tills 1989 respektive 1988, mycket tack vare politiskt beskydd från deras länders politiker. De fyra dömdes till långa fängelsestraff; Caro Quintero och Fonseca Carrillo till 40 år vardera medan Félix Gallardo fick 37 år. Matta-Ballesteros fick dock det hårdaste straffet trots att han inte dömdes för mord, tre livstidsdomar plus ytterligare 225 år för narkotikasmuggling, kidnappning och tortyr. Mordet på Enrique Camarena ledde till att USA förklarade krig mot kartellerna i Latin- och Sydamerika och började sätta enorma resurser till att få bukt med den massiva införsel av narkotika in till USA.
2013 trädde två före detta DEA-agenter och en före detta CIA-agent fram och hävdade att agenter för CIA var på plats under Camarenas sista dag i livet eftersom han hotade underrättelsetjänstens illegala inkomstkällor, som användes för att finansiera Contras under den nicaraguanska revolutionen. CIA avfärdade anklagelserna.